# Krahô (langue)
Le krahô est une langue de la famille des langues jê parlée au Brésil par les Krahôs (pt).

## Classification
Le krahô est un des parlers du sous-groupe timbira. Il est parlé par les Amérindiens du groupe Krahô. La langue est parlée principalement dans l'État brésilien de Pará, ainsi qu'au Maranhão et au Tocantins.  
Les diffèrent groupes Timbira considèrent qu'au delà des différences linguistiques ils parlent une seule et même langue, le timbira qui fonde leur identité collective. 